# اکارائو
اکارائو (به پرتغالی: Acaraú) یک سکونتگاه مسکونی در برزیل است که در سئارا واقع شده‌است.

## خصوصیات
اکارائو ۸۴۲٫۸۸۴ کیلومترمربع مساحت و ۵۷٬۵۴۲ نفر جمعیت دارد و ۷ متر بالاتر از سطح دریا واقع شده‌است.